# Karel Mizera
Karel Mizera (30. prosince 1936 Kežmarok – 31. března 2015) byl český fotbalový brankář a trenér.

## Hráčská kariéra
V československé lize chytal za Spartak Praha Stalingrad/ČKD Praha (dobové názvy Bohemians). Poté hrál v nižších soutěžích za Aritmu Praha a končil v Kněževsi (1974–1987).

### Prvoligová bilance
| Ročník             | Zápasy | Góly | Minuty | Nuly  | Klub                     |
| ------------------ | ------ | ---- | ------ | ----- | ------------------------ |
| I. liga 1958/59    | 5      | 0    | 0      | 367   | Spartak Praha Stalingrad |
| I. liga 1959/60    | 6      | 0    | 1      | 540   | Spartak Praha Stalingrad |
| I. liga 1960/61    | 2      | 0    | 0      | 72    | ČKD Praha                |
| I. liga 1961/62    | 4      | 0    | 0      | 153   | ČKD Praha                |
| I. liga 1962/63    | 22     | 0    | 4      | 1 935 | ČKD Praha                |
| I. liga 1963/64    | 9      | 0    | 1      | 647   | ČKD Praha                |
| CELKEM I. ČS. LIGA | 48     | 0    | 7      | 3 714 |                          |

## Trenérská kariéra
V Kněževsi začal jako hrající trenér v roce 1985.